# 前田和三郎
前田 和三郎（まえだ わさぶろう、1894年〈明治27年〉7月28日 - 1979年〈昭和54年〉8月17日）は、日本の整形外科医、医学博士、慶応義塾大学教授。

## 経歴
大阪市出身。1920年京都帝国大学医学部卒。卒業後は同大学の副手となる。1922年に助手となり、翌年同大学院に入り、1925年学位を受け、講師となる。1926年熊本医大（現・熊本大学医学部）教授兼整形外科医長となり、1928年慶應義塾大学医学部教授兼整形外科教室主任。1948年医師国家試験委員。1951年立川病院長も兼任した。この間文部省在外研究員として欧米に留学。日本外科学会、日本整形外科学会、日本胸部外科学会、麻酔学会の各会長を務めた。
また、横綱前田山英五郎の骨髄炎の手術をしたことでも知られ、当時「不治の病」といわれた骨髄炎を完治させたことにより、その恩義に感謝し、四股名を「佐田岬」から「前田山」に変えた話は有名。1959年から死去するまで横綱審議委員を務めた。